# رازورا
رازورا (به ایتالیایی: Rasura) یک شهرستان (کومونه) در استان سوندریو در ناحیهٔ لمباردی در ایتالیا است.